# Pseudochromis fridmani
Pseudochromis fridmani es un pez, de la familia de los Pseudochromidae. Su nombre común es Perca enana de Fridman o Castañuela orquídea.
Es uno de los peces marinos populares y solicitados en acuariofilia. Su precio en este mercado era alto, debido a que su captura era difícil, al localizarse a profundidades de hasta 60 m. Sin embargo hoy día, la práctica totalidad de los ejemplares que se comercializan son criados en cautividad, y el precio actual es asequible.

## Morfología
Es fusiforme y su color es de un púrpura intenso en cuerpo y aletas. Tan sólo tiene una raya de color negro que va desde la boca hasta el opérculo, atravesándole el ojo. Esta es la única diferencia con la especie Pictichromis porphyreus, la perca enana magenta, de forma y color muy similares.
Alcanza los 6,3 cm de largo, en el caso de los machos, que son algo mayores a las hembras. No presentan un dimorfismo sexual claro, tan sólo el tamaño.

## Hábitat y distribución
Se distribuye en el Mar Rojo y el Golfo de Aqaba.
Vive en lagunas y en paredes rocosas verticales. Suele guarecerse en cuevas y agujeros de rocas de los arrecifes coralinos. Se localiza entre 1 y 60 metros de profundidad.

## Alimentación
En la naturaleza se nutre principalmente de crustáceos y varios organismos bentónicos.

## Reproducción
Son hermafroditas, un individuo es capaz de adoptar cualquier sexo. Al contrario que ocurre con otras especies, si tenemos una pareja, el macho será el ejemplar más grande.
Son ovíparos y de fertilización externa, producen huevos que adhieren sobre rocas, luego el macho fertiliza los huevos y se encarga de mantenerlos oxigenados.

## Mantenimiento
Indicado para su mantenimiento en acuario de arrecife. Si se quiere mantener una pareja se les debe introducir en el acuario simultáneamente. Hay que evitar la convivencia con gambas o camarones, porque pueden ser sus presas. También puede atacar gusanos tubícolas.
Se le debe proveer de zonas con corrientes y bien oxigenadas. También se dotará al acuario de escondrijos y zonas sombrías.
La mayoría de los especímenes en el comercio de acuariofilia son criados en cautividad, y suelen estar habituados a alimentarse con mysis y artemia congelados.